# Il vento amico/Che giorno è
Il vento amico/Che giorno è è il penultimo singolo di Wess & The Airedales, pubblicato dalla Durium nel 1972. Entrambi i brani sono presenti nell'album Vehicle.

## Il vento amico
Il vento amico è il brano scritto da Marcello Marrocchi (sia per il testo, che per la musica) e Vittorio Tariciotti (come secondo paroliere).

## Che giorno è
Che giorno è è il brano scritto da Cristiano Minellono (per il testo) e Alberto Anelli (per la musica). Gli arrangiamenti sono di Vince Tempera.

## Tracce
LATO A
- Il vento amico

LATO B
- Che giorno è